# 熊野市消防本部
熊野市消防本部（くまのししょうぼうほんぶ）は、三重県熊野市の消防部局（消防本部）。管轄区域は熊野市、南牟婁郡御浜町及び紀宝町全域。御浜町及び紀宝町は熊野市に常備消防事務を委託している。

## 概要
- 消防本部：熊野市有馬町1365-1
- 管内面積：541.57km2
- 職員定数：81人
- 消防署1カ所、分署3カ所
- 主力機械（2023年4月1日現在）
  - 普通消防ポンプ自動車：5
  - 水槽付消防ポンプ自動車：1
  - 救急自動車：5
  - 指揮車：1
  - 広報車：3
  - 資器材搬送車：2
  - 先行車：1
  - 救護車：1
  - 連絡車：1

## 沿革
- 1966年3月1日　熊野市消防本部を設置する。
- 1966年4月1日　熊野市消防署を設置する。
- 1969年9月22日　救急業務を開始する。
- 1996年4月1日　南牟婁郡御浜町、紀宝町、紀和町及び鵜殿村の消防事務を受託し業務を開始する。
- 1997年4月1日　消防本部に課制を導入する。
- 1998年4月1日　御浜分署・紀宝分署・紀和分署を開設する。
- 2003年3月25日　新消防庁舎が完成し業務を開始する。
- 2004年7月1日　熊野市役所飛鳥出張所にあすか救護センターを開設し、救護業務を開始する。
- 2005年11月1日　熊野市と紀和町の新設合併に伴い、新たな熊野市が発足する。
- 2006年1月10日　紀宝町と鵜殿村の新設合併に伴い、新たな紀宝町が発足する。

## 組織
- 本部 - 総務課、消防救急課、予防課
- 消防署 - 警防課

## 消防署
| 消防署       | 住所               | 分署                                                                                     |
| ------------ | ------------------ | ---------------------------------------------------------------------------------------- |
| 熊野市消防署 | 熊野市有馬町1365-1 | 御浜：御浜町大字阿田和6106-1 紀宝：紀宝町大字井田2437-1 紀和：熊野市紀和町大字板屋158-15 |

## 相互応援協定
- 和歌山県新宮市消防本部

三重県内の飛び地である和歌山県の北山村を管轄する同消防本部と相互応援協定を締結している。